# Josep d'Argullol i Serra
Josep d'Argullol i Serra (Manresa, 1839 - Barcelona, 23 de desembre de 1886) fou un periodista català.

## Biografia
Fou fill de Joaquim d'Argullol i de Margarida Serra.
Es llicencià en Dret civil i canònic i es doctorà a la Universitat de Madrid el 1864 amb el discurs Principios sobre que estaba basada la sucesión ab-intestato por derecho antiguo romano. Després va ocupar la càtedra d'economia política i dret mercantil a la Universitat de Barcelona, alhora que es dedicà a assessorar diferents empreses. Va participar en les reunions de Foment de la Producció Espanyola i Foment de la Producció Nacional.
Com a periodista, va fundar i dirigir el setmanari de caràcter literari i local El Manresano (1861-1871), i va col·laborar a La Renaixença, Lo Gay Saber i al Calendari Català. També va escriure novel·les de temàtica local en català.
Socialment fou força actiu. Fou membre fundador, conseller honorari i president del Centre Excursionista del Bages, de l'Orfeó Manresà, del Casino de Manresa i de la Creu Roja. Va participar en el Setmanari Català i fou director del Butlletí del Centre Excursionista. També fou candidat del Partit Conservador a les eleccions a la Diputació provincial de 1884, però no fou escollit malgrat haver obtingut la majoria de vots a la circumscripció de Manresa.
Morí a Barcelona a finals de 1886.

## Obres
- Lo crit de l'ànima (1869)
- La guerra (1877)
- Les òrfenes de mare, menció als Jocs Florals de Barcelona del 1872.